# ARCnet
Računarska mreža priključenih resursa (engl. Attached Resource Computer Network) je računarska mreža popularna za manje mreže zato što je relativno jednostavna za podešavanje i upotrebu njeni delovi nisu skupi i njena arhitektura je široko podržana.

## Osobine
ARCnet je mreža koja u osnovnom opsegu koristi topologiju magistrale, ali u praksi ARCnet mreže mogu koristiti topologije tipa zvezde ili magistrale. Poseduje brzinu od 2.5 Mbit/s. ARCnet koristi slanje tokena za kontrolu pristupa na mrežu. Svaki čvor u jednoj ARCnet mreži ima jedinstvenu adresu (između 1 i 255),tokeni se prenose postupno, od jedne adrese do sledeće. Čvorovi sa susednim adresama ne moraju neophodno biti susedni i po fizičkom položaju.

## Komponente

### Mrežne kartice
Podešavanja ARCnet mrežne kartice:
- Broj određene stanice (01-FF, 00 je za broadcast poruke); ne može se staviti dve iste adrese u mreži.
- Irq 8 bitnim karticama (2,3,4,5,7) i 16 bitnim karticama(2,3,4,5,7,10,11,12,15)
- BASE I/O Address (korišćen i/o opseg)
- Memory buffer address (korišćeni memorijski prostor)
- BootEprom (na računarima sa remote boot)

### Razvodne kutije
Razvodne kutije služe kao sabirnici ožičenja:
1. Pasivni HUB

- samo prosleđuje signal ne korišćene konektore moramo zaključiti sa završnicima

1. Aktivni HUB

- regeneriše signal i tako prosleđuje.
- koriste i za spaljanje različitih medijuma
- Koriste se kao wiring center (centar ožićenja)repetitor.

### Kablovi
- RG 62/U 93 omni koax
- 22 AWG UTP upredena parica
- duplex 50/125 v. 62,5/125 v. 85/125 mm optičko vlakno

1. Završnici

Za aktivne Hubove nisu neophodne, ali kod pasivne Hubove mora se staviti terminator(završnik)
1. Konektori

- 93 omni BNC
- upredena parica RJ-11
- optičko vlakno SMA)

1. Aktivni link - kod mrežama sa BUS topologijom, koristi se za prespaljanje dva segmenta (sa max. 7 elementa)

## Visoko impedantni ARCnet
- Topologia magistrale
- Čvorovi se vezuju na glavni kabel pomoću BNC t-konektora
- Max 8 radna stanica/segment
- Oba kraja segmenta moraju da se završe BNC završnim konektorom, ili sa aktivnom razvodnom kutijom (ili vezom)
- Kabl ne sme da napravi zatvorenu petlju. Mogu se koristiti samo aktivne razvodne kutije

## Nisko impedantni ARCnet
- topologija zvezde
- pasivne razvodne kutije mogu se koristiti samo između čvorova i aktivne razvodne kutije
- ne može se koristiti kablove manje od 1 m zbog impedanse
- neiskorišćeni priključci pasivne razvodne kutije moraju imati završne otpore .
- kabl ne sme da napravi zatvorenu petlju.
- pouzdanija je od Bus topologije, pošto kvar jedne stanice utiče samo na rad stanica oko jednog pasivnog Huba. Ista ova greška upropašćuje celi segment u BUS topologiji.

## Spoljašnje veze
- cisco sitemi
- O ARCnet-u na engleskom